# Katjiry
Katjiry (ryska: Качиры) är en ort i Kazakstan.   Den ligger i oblystet Pavlodar, i den nordöstra delen av landet, 400 km nordost om huvudstaden Astana. Katjiry ligger 97 meter över havet och antalet invånare är 8 931.
Terrängen runt Katjiry är mycket platt. Runt Katjiry är det mycket glesbefolkat, med 6 invånare per kvadratkilometer. Det finns inga andra samhällen i närheten. Trakten runt Katjiry består i huvudsak av gräsmarker.